# Odón el Grande
Odón el Grande, también llamado Eudes, Eudon, Eudo u Odo (nacido hacia la década de años 650 y muerto en el 735), fue uno de los duques de Aquitania durante la Alta Edad Media. Obtuvo esta dignidad antes del 700. Sus dominios incluían el ducado de Vasconia, en la parte suroccidental de la Galia, y el ducado de Aquitania (en ese momento ubicado al noreste del río Garona), un reino que se extendía desde el río Loira hasta los montes Pirineos, con capital en Toulouse. [cita requerida] Odón conservó el título hasta su abdicación en 735.

## Biografía

### Primeros años
Sus primeros años de vida son desconocidos, al igual que su ascendencia y origen étnico. Se barajan varios duques de Aquitania como posibles candidatos para ser su padre: Boggis, al que Dillange y otros historiadores sitúan como descendiente del merovingio Cariberto II (basándose en la fraudulenta y tardía Charte d'Alaon). Otros estudios le ven como descendiente del duque Lupo I, lo que le conferiría un origen vascón. En la mencionada Charte d'Alaon, Odón es llamado hermano de Hubertus.[cita requerida]
Odón le habría sucedido en el cetro ducal a partir de 679 [cita requerida], probablemente el año de la muerte de Lupo [cita requerida]. También se estiman otras fechas, incluyendo 692[cita requerida], pero lo que queda fuera de duda es que se encontraba en el poder en 700.[cita requerida]

### Joven líder
El historiador Jean de Jaurgain cita a Odón luchando en 711 en Pamplona contra el visigodo Rodrigo. En 715, durante la guerra civil en Galia, Odón declaró el ducado independiente.[cita requerida] No es probable que alguna vez tomara el título de rey.[cita requerida]
En 718, aparece levantando un ejército de vascos ("hoste Vasconum commota") como aliado de Chilperico II de Neustria y del mayordomo de palacio Ragenfrido, que pudo haberle ofrecido en reconocimiento su reinado sobre Aquitania. Lucharon juntos contra el mayordomo de palacio de Austrasia, Carlos Martel. Tras la derrota de Chilperico en la batalla de Soissons ese mismo año, probablemente firmó la paz con Carlos, y más tarde le entregó al rey de Neustria (refugiado en Aquitania) y su tesoro real.

Situación de Aquitania dentro del país franco.

### Entre omeyas y francos
Odón también se vio obligado a luchar tanto contra los omeyas como con los francos que habían invadido su reino. El 9 de junio de 721 infligió una severa derrota a As-Samh ibn Malik en la batalla de Tolosa, la primera gran batalla perdida por las fuerzas omeyas en sus campañas militares hacia el norte, cobrando la vida de miles de soldados omeyas. La heroica victoria se celebró con regalos del Papa,[cita requerida] quien declaró al duque aquitano como un campeón de la cristiandad y consolidó la independencia de Odón.
Para asegurar sus fronteras contra los omeyas, casó a su hija, probablemente de nombre Lampegia, con el rebelde musulmán bereber Uthman ibn Naissa, llamado Munuza por los francos, gobernador musulmán de los territorios que más tarde serían conocidos como Cataluña o más probablemente de Septimania con sede en Narbona.

### Batallas de Garona, Tours y muerte
La paz no duraría mucho tiempo. En 731, el franco Carlos Martel, después de derrotar a los sajones, centró su atención en el reino rival del sur, Aquitania, denunciando la alianza de Odón con Uthman ibn Naissa, que estimaba rompía el tratado de paz celebrado con Odón en 720. El líder de los francos cruzó el Loira y saqueó por dos veces Aquitania, asediando también Bourges, y Odón se enfrentó a las tropas francas, pero fue derrotado. Carlos Martel volvió a Francia.
Mientras tanto, los omeyas reunían fuerzas para atacar al aliado de Odón en la región pirenaica de la Cerdaña Uthman ibn Naissa. En 731, el señor bereber debió de hacer frente al ataque de una expedición al mando de Abdul Rahman Al Ghafiqi, que superó y mató al caudillo de los rebeldes y capturó a la hija de Odón, que fue enviada prisionera a un harén en Damasco. Ocupado como estaba Odón tratando de defenderse del empuje de su rival Carlos Martel, no pudo ayudar a su aliado.
En el año 732, las tropas de Abdul Rahman Al Ghafiqi allanaron Vasconia, avanzando hacia Burdeos y saquendo la ciudad. Odón combatió contra ellos, pero fue derrotado por los omeyas cerca de Burdeos, en la batalla del río Garona. Después de la derrota, Odón corrió al norte para advertir a Carlos Martel, por ese entonces ya mayordomo de los palacios de Neustria y Austrasia, de la amenaza inminente y para hacer un llamamiento de ayuda en la lucha contra el avance árabe, ayuda que recibió a cambio de aceptar formalmente el señorío de los francos. El duque, de casi 80 años, reorganizó sus fuerzas dispersas y se unió a las tropas de Carlos Martel, luchando en el flanco izquierdo franco. La alianza derrotó a los omeyas en la Batalla_de_Poitiers_(732) en el año 732, y repelió a los musulmanes de Aquitania. Odón condujo sus fuerzas jugando un papel importante en la ruptura del ejército musulmán.
Tres años más tarde, en 735, el duque Odón abdicó y fue sucedido por su hijo Hunaldo de Aquitania (735-744/48). Murió poco después, probablemente en el retiro de un monasterio, quizás hacia 740.[cita requerida] La popularidad de Odón el Grande en Aquitania es atestiguada por la obra Vita Pardulfi.